# 23168 Лоріфлетч
23168 Лоріфлетч (23168 Lauriefletch) — астероїд головного поясу, відкритий 12 квітня 2000 року.
Тіссеранів параметр щодо Юпітера — 3,496.